# Jataizinho
Jataizinho é um município brasileiro do estado do Paraná. Sua população estimada em 2017 é de 12.615 habitantes. Integra a Região Metropolitana de Londrina.

## História
O município teve sua origem no século XIX: pela lei n° 333, de 12 de abril de 1872, foi criada a freguesia de Jataí, com sede na colônia militar do mesmo nome. Teve grande importância no cenário do norte pioneiro nos séculos XIX e XX, sendo um polo regional e servindo de referência para as demais cidades que estavam por surgir.
Teve como grande expoente na sua colonização o frei italiano Timotio de Castelnuovo, que desempenhou entre outras funções catequizar os indígenas que ali se encontravam .
Outro personagem importante para a cidade foi a professora leiga Adelia Antunes Lopes, que ficou responsável por ensinar as primeiras letras àquele povo.
Um dos fatores que dificultaram o progresso de Jataí (assim que era chamada) foi o surto de malária no início do século XIX; outro fator foi a falta de subsídios que a cidade tinha a oferecer aos imigrantes recém chegados, mas contava com pensões e uma estação ferroviária movimentada.

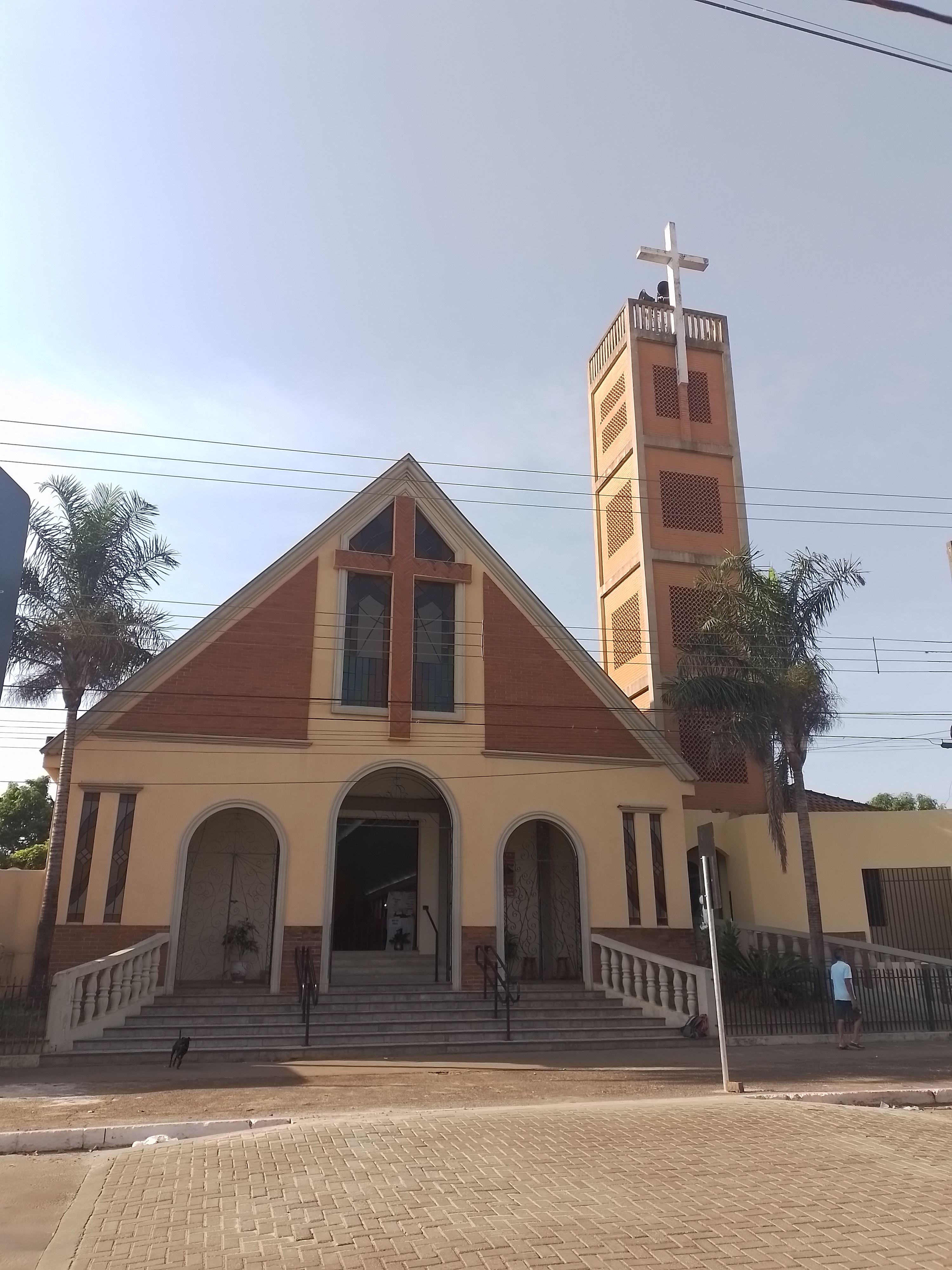
Igreja Matriz de Jataizinho

Em 1929, através da lei n° 2.614, a freguesia foi elevada à categoria de cidade, posteriormente, pelo decreto-lei n° 7.573, de 20 de outubro de 1938, o município foi extinto, passado seu território a fazer parte do município de São Jerônimo.
A atual designação de Jataizinho deu-se a 30 de dezembro de 1943, em decorrência da lei n° 199, em 10 de outubro de 1947, pela Lei n° 2, Jataizinho foi restaurada à categoria de município.

## Geografia
A área municipal é de 310 km² e localiza-se na microrregião algodoeira de Assaí na zona fisiográfica norte do Paraná, tendo divisa com os seguintes municípios:
ao norte: Rancho Alegre;
ao sul: Assaí;
ao oeste: Ibiporã;
ao leste: Uraí.
A sede do município situa-se às margens da BR-369, principal rodovia de ligação do norte do Paraná com São Paulo, a uma altitude média de 346 metros acima do nível do mar.

### Clima
Seu clima é considerado bastante quente em relação às cidades do sul do país,o que pode ser atribuído a sua baixa altitude. A  temperatura é fresca e agradável no inverno e quente e abafante no verão. A temperatura média situa-se na ordem de 22°C e o índice pluviométrico de 1.300mm/ano.

### Topografia
Em termos urbanísticos, observa-se que o município tem uma topografia relativamente acidentada e se desenvolve segundo um traçado de xadrez, com arruamentos já estabelecidos e consolidados, existindo prolongamentos que fogem do perímetro de fechamento da malha urbana. Os prédios mais altos contam no máximo com sete pavimentos e a largura média das ruas é de 16 metros, chegando algumas a 20 metros.